# School Library Journal
School Library Journal (SLJ) — ежемесячный американский журнал, в котором публикуются статьи и обзоры для школьных библиотекарей, специалистов по СМИ и библиотекарей, работающих с молодежью. Статьи охватывают широкий круг тем, с упором на технологии, мультимедиа и другие информационные ресурсы, которые вызывают интерес у молодых учащихся. Включены обзоры для детей от дошкольного возраста до 4-го класса, от 5-го класса и выше, а также для подростков. Рассматриваются как художественные, так и научно-популярные произведения, а также графические романы, мультимедиа и цифровые ресурсы. Также включены обзоры профессионального чтения для библиотекарей и справочники.

## Обзоры
Ежегодно SLJ получает несколько тысяч новых публикаций от издателей, которые надеются на рецензию. В 2009 году было 13 000 наименований, 5 700 из которых обсуждались в SLJ.
В 2004 году редакция отобрала 58 книг в ежегодный список лучших книг.
В 2005 году в SLJ появилось более 4700 обзоров, из которых 62 были отобраны в ежегодный список лучших. Включая Стефани Майер с её книгой «Сумерки», первой книгой в её серии бестселлеров о вампирах.
В 2006 году в список было добавлено 68 книг, в том числе стихотворение Роберта Луи Стивенсона «Луна», переиллюстрированное Трейси Кэмпбелл Пирсон.
В 2007 году были отобраны 63 книг, в том числе книга «Неудобная правда» Альберта Гора для детей школьного возраста.
В 2008 году в SLJ было обсуждено более 5000 книг, из них редакция выбрала 67 наименований для лучшего списка года, в том числе «Римская нация» Терри Пратчетта.
В 2009 году SLJ опубликовал более 5700 рецензий, из которых на 54 книги, которые были выбраны в ежегодный топ-лист, включая «Pigs Make Me Sneeze!» писателя Мо Виллемс

## История
School Library Journal был основан в 1954 году как Junior Libraries после отделения от Library Journal. Первый номер вышел 15 сентября 1954 года. Первым редактором была Гертруда Вольф.
В начале своей истории журнал выпускал девять выпусков ежегодно в период с сентября по май. Выпуски выпускались пятнадцатого числа каждого месяца. Журнал теперь выходит ежемесячно. В 2008 году School Library Journal начал выпуск Series Made Simple, дважды в год, в котором публикуются обзоры серий научно-популярной литературы. Он также выпускает ежегодный список Best Books.
В 2006 году журнал School Library Journal имел тираж в 38 000 и более 100 000 читателей. Reed International (позже слилась с Reed Elsevier) купила оригинального издателя RR Bowker в 1985 году ; они публиковали School Library Journal до 2010 года, когда он был продан Media Source Inc., владельцу Junior Library Guild и The Horn Book Magazine.

## Веб-сайт
Веб-сайт School Library Journal предоставляет полный доступ к каждому выпуску, опубликованному с 1996 года по настоящее время, включая текущий выпуск. В дополнение к этим ресурсам на веб-сайте есть несколько блогов и несколько электронных информационных бюллетеней, включая Curriculum Connections, SLJ Teen и SLJ Extra Helping.